# Імунопротеасома
Імунопротеасома — різновид протеасоми, що утворюється при γ-інтерфероніндукованій зміні трьох конституційних каталітичних субодиниць β1, β5 і β2 у коровій частині протеасоми на три індуцибельні субодиниці — (LMP2; LMP7; LMP10 (MELC-1) відповідно) і в результаті змінюється гідролітична активність протеасоми: каспазоподібна — знижується; хімотрипсиноподібна та трипсиноподібна — підвищуєються.

## Таблиця відповідності між конституційними й індуцибельними субодиницями
| Контитуційні субодиниці | Індуцибельні субодиниці | Гени, що кодують індуцибельні субодиниці | Активності відповідно до субодиниць |
| ----------------------- | ----------------------- | ---------------------------------------- | ----------------------------------- |
| PSMB5                   | LMP7                    | PSMB8                                    | Хімотрипсино-подібна                |
| PSMB1                   | LMP2                    | PSMB9                                    | Трипсино-подібна                    |
| PSMB2                   | LMP10                   | PSMB10                                   | Каспазоподібна                      |